# Седа Демир
Седа Демир (тур. Seda Demir; Истанбул, Турска, 8. март 1983) је турска глумица.

## Филмографија
| Улоге Седа Демир |                |               |             |          |
| Година           | Српски назив   | Изворни назив | Улога       | Напомена |
| 2006—2010.       | Кад лишће пада |               | Седеф Дуран |          |